# Leninsk-Kuzněckij
Leninsk-Kuzněckij (rusky Ле́нинск-Кузне́цкий, do roku 1922 Кольчу́гино – Kolčugino, 1922–1925 Ле́нино – Lenino) je město v Ruské federaci. Při sčítání lidu v roce 2010 mělo přes sto tisíc obyvatel.

## Poloha
Leninsk-Kuzněckij leží na pravém břehu Ini, přítoku Obu. Od Kemerova, správního střediska celé oblasti, je vzdálen zhruba devadesát kilometrů na jih.

## Dějiny
Sídlo bylo založeno s jménem Kolčugino.
V letech 1922 až 1925 se jmenovalo Lenino k poctě vůdce revoluce Lenina. V roce 1925 se sídlo stalo městem a získalo současnou podobu jména s přídavkem Kuzněckij podle své polohy v Kuzněcké pánvi.

### Rodáci
- Oleg Jurjevič Tiňkov (* 1967), podnikatel